# Federationsrådet
Federationsrådet (ryska: Сове́т Федера́ции, Sovet Federatsii) är överhuset i Rysslands federala församling. Underhuset är Statsduman. Rådet bildades genom ikraftträdandet av 1993 års ryska författning. Bland dess befogenheter finns att godkänna internationella fördrag, förändringar av författningen, nomineringar till höga poster i rättsväsendet, utlysa val till presidentposten, ställa statschefen inför riksrätt samt godkänna införandet av krigs- eller undantagstillstånd.

## Val och representation
Federationsrådet är ej direktvalt av folket till skillnad från underhuset, Statsduman, utan består av representanter för de så kallade federationssubjekten som utgör första nivån av Rysslands administrativa indelning. Samtliga Rysslands 85 federationssubjekt (21 delrepubliker, 47 oblaster, åtta krajer, två federala städer, fyra autonoma distrikt och ett autonomt oblast) representeras i rådet av två senatorer helt oberoende av folkmängd eller territoriell storlek. I januari 2015 bestod rådet av 170 platser. Dessa väljs inte samtidigt utan tillsätts beroende på regionala val och politiska förändringar i territorierna de representerar.